# Золотистый гусеницеед
Золотистый гусеницеед, или рыжезобый гусеницеед (лат. Conopophaga aurita), — вид воробьиных птиц из семейства гусеницеедовых (Conopophagidae). Его ареал охватывает бассейн Амазонки в Северной Бразилии, Южную Колумбию и восток Перу и Эквадор, а также Гайану, Суринам и Французскую Гвиану. Естественной средой обитания птицы считаются тропические влажные низменные леса. Вид включает в себя 2 таксона: Conopophaga snethlageae и Conopophaga pallida в качестве подвидов. Из-за различий в вокализации и морфологии Conopophaga snethlageae иногда считается отдельным видом, а Conopophaga pallida — подвидом Conopophaga snethlageae.

## Описание
Золотистый гусеницеед — небольшая тёмная птица с относительно крепким клювом, коричневой спинкой и макушкой (последние часто имеют рыжий оттенок цвета), белыми бровями и розовато-серыми ножками. Самец имеет чёрный лоб, голову и горло, рыжую грудку и жёлтое или белое брюшко. Самка имеет рыжую голову, горло и грудь, а также жёлтое или белое брюшко. Самцы подвидов snethlageae и pallida отличаются чёрными полосками головы и горла, входящими в центр груди, а также рыжими спинами, ограниченными краями чёрной груди.

## Распространение
Ареал золотистого гусеницееда простирается по всей Амазонке, сосредоточенный в Амазонском бассейне. Типичные границы ареала: они охватывают всё нижнее течение половины регионов южного бассейна реки, но не затрагивают Боливию. Границы на западе охватывают восток и северо-восток Перу и Эквадора, Южную Колумбию, а также северо-запад Риу-Негро. Вид не был обнаружен в северной и центральной части Амазонки, а также на большей территории бразильского штата Рорайма.
Ареал на северо-востоке бассейна за пределами Амазонки простирается через гвианский штат Амапа на побережье Атлантики, а также центральную и восточную часть Гвианского нагорья в районе Гайаны.